# Европско првенство у кошарци 2015 — Група Д
Група Д на Европском првенству у кошарци 2015. је играла своје утакмице између 5. и 10. септембра 2015. Све утакмице ове групе су одигране у арени Рига, Рига, Летонија.
У овој групи су се такмичиле репрезентације Естоније, Летоније, Литваније, Украјине, Белгије и Чешке. Даље су прошле репрезентације Литваније, Летоније, Чешке и Белгије.

## 5. септембар

### Чешка — Естонија
| 5. септембар 15:30 | Извештај | Чешка                                                           | 80 : 57 | Естонија                     | Арена Рига, Рига Гледаоци: 5.142 Судије: Илија Белошевић , Амит Балак , Саверио Ланцарини |  |
| 5. септембар 15:30 | Извештај | Четвртине: 18:9, 25:15, 21:11, 16:22                            |         |                              | Арена Рига, Рига Гледаоци: 5.142 Судије: Илија Белошевић , Амит Балак , Саверио Ланцарини |  |
| 5. септембар 15:30 | Извештај | Поени: Весели 16 Скокови: Весели 8 Асистенције: четири играча 3 |         | Вене 18 Вене 13 три играча 2 | Арена Рига, Рига Гледаоци: 5.142 Судије: Илија Белошевић , Амит Балак , Саверио Ланцарини |  |

### Белгија — Летонија
| 5. септембар 18:30 | Извештај | Белгија                                                              | 67 : 78 | Летонија                                  | Арена Рига, Рига Гледаоци: 8.217 Судије: Емилио Перез , Емин Могулкоч , Марцин Ковалски |  |
| 5. септембар 18:30 | Извештај | Четвртине: 19:25, 19:15, 14:11, 15:27                                |         |                                           | Арена Рига, Рига Гледаоци: 8.217 Судије: Емилио Перез , Емин Могулкоч , Марцин Ковалски |  |
| 5. септембар 18:30 | Извештај | Поени: Хервеле 13 Скокови: Хервеле, де Зеув 6 Асистенције: Хервеле 7 |         | Меиерс 15 Фреиманис, Тима 5 Стрелнијекс 7 | Арена Рига, Рига Гледаоци: 8.217 Судије: Емилио Перез , Емин Могулкоч , Марцин Ковалски |  |

### Литванија — Украјина
| 5. септембар 21:30 | Извјештај | Литванија                                                             | 69 : 68 | Украјина                      | Арена Рига, Рига Гледаоци: 8.846 Судије: Миливоје Јовичић , Еди Вијатор , Сигмундур Хербетсон |  |
| 5. септембар 21:30 | Извјештај | Четвртине: 19:12, 14:14, 17:19, 19:23                                 |         |                               | Арена Рига, Рига Гледаоци: 8.846 Судије: Миливоје Јовичић , Еди Вијатор , Сигмундур Хербетсон |  |
| 5. септембар 21:30 | Извјештај | Поени: Јанкунас 22 Скокови: Валанчијунас 11 Асистенције: Калнијетис 7 |         | Фесенко 19 Фесенко 11 Рендл 6 | Арена Рига, Рига Гледаоци: 8.846 Судије: Миливоје Јовичић , Еди Вијатор , Сигмундур Хербетсон |  |

## 6. септембар

### Естонија — Белгија
| 6. септембар 15:30 | Извештај | Естонија                                              | 55 : 84 | Белгија                             | Арена Рига, Рига Гледаоци: 5.142 Судије: Миливоје Јовичић , Еди Вијатор , Марћин Ковалски |  |
| 6. септембар 15:30 | Извештај | Четвртине: 9:27, 9:19, 26:23                          |         |                                     | Арена Рига, Рига Гледаоци: 5.142 Судије: Миливоје Јовичић , Еди Вијатор , Марћин Ковалски |  |
| 6. септембар 15:30 | Извештај | Поени: Вене 12 Скокови: Веидеман 8 Асистенције: Сок 4 |         | Ложески 16 Хервел, Ложески 6 Табу 4 | Арена Рига, Рига Гледаоци: 5.142 Судије: Миливоје Јовичић , Еди Вијатор , Марћин Ковалски |  |

### Летонија — Литванија
| 6. септембар 18:30 | Извештај | Летонија                                                                   | 49 : 68 | Литванија                                 | Арена Рига, Рига Гледаоци: 10.492 Судије: Илија Белошевић , Петар Обрадовић , Саверио Ланцарини |  |
| 6. септембар 18:30 | Извештај | Четвртине: 19:13, 9:16, 11:20, 10:19                                       |         |                                           | Арена Рига, Рига Гледаоци: 10.492 Судије: Илија Белошевић , Петар Обрадовић , Саверио Ланцарини |  |
| 6. септембар 18:30 | Извештај | Поени: Берзинш, Фреиманис 8 Скокови: Фреиманис 9 Асистенције: Јаниченокс 4 |         | Валанчијунас 15 Мачијулис 10 Калнијетис 6 | Арена Рига, Рига Гледаоци: 10.492 Судије: Илија Белошевић , Петар Обрадовић , Саверио Ланцарини |  |

### Украјина — Чешка
| 6. септембар 21:30 | Извештај | Украјина                                                    | 64 : 78 | Чешка                           | Арена Рига, Рига Гледаоци: 614 Судије: Емилио Перез , Емин Могулкоч , Амит Балак |  |
| 6. септембар 21:30 | Извештај | Четвртине: 14:20, 16:26, 15:19, 19:13                       |         |                                 | Арена Рига, Рига Гледаоци: 614 Судије: Емилио Перез , Емин Могулкоч , Амит Балак |  |
| 6. септембар 21:30 | Извештај | Поени: Фесенко 14 Скокови: Фесенко 8 Асистенције: Лукашов 4 |         | Весели 19 Весели 9 Satoransky 6 | Арена Рига, Рига Гледаоци: 614 Судије: Емилио Перез , Емин Могулкоч , Амит Балак |  |

## 7. септембар

### Литванија — Белгија
| 7. септембар 14:30 | Извештај | Литванија                                                                 | 74 : 76 | Белгија                                | Арена Рига, Рига Гледаоци: 3.570 Судије: Емилио Перез , Петар Обрадовић , Сигмундур Хербетсон |  |
| 7. септембар 14:30 | Извештај | Четвртине: 20:12, 15:23, 19:22, 20:19                                     |         |                                        | Арена Рига, Рига Гледаоци: 3.570 Судије: Емилио Перез , Петар Обрадовић , Сигмундур Хербетсон |  |
| 7. септембар 14:30 | Извештај | Поени: Valančiūnas 25 Скокови: Валанчијунас 12 Асистенције: Калнијетис 13 |         | Ложески 20 Жиле 4 Ложески, Ван Росом 5 | Арена Рига, Рига Гледаоци: 3.570 Судије: Емилио Перез , Петар Обрадовић , Сигмундур Хербетсон |  |

### Чешка — Летонија
| 7. септембар 17:30 | Извештај | Чешка                                                             | 65 : 72 | Летонија                                | Арена Рига, Рига Гледаоци: 5.710 Судије: Миливоје Јовичић , Емин Могулкоч , Марћин Ковалски |  |
| 7. септембар 17:30 | Извештај | Четвртине: 22:17, 11:23, 9:11, 23:21                              |         |                                         | Арена Рига, Рига Гледаоци: 5.710 Судије: Миливоје Јовичић , Емин Могулкоч , Марћин Ковалски |  |
| 7. септембар 17:30 | Извештај | Поени: Саторански 22 Скокови: Весели 11 Асистенције: Саторански 9 |         | Блумс 14 Фреиманис, Тима 8 Стрелниекс 7 | Арена Рига, Рига Гледаоци: 5.710 Судије: Миливоје Јовичић , Емин Могулкоч , Марћин Ковалски |  |

### Украјина — Естонија
| 7. септембар 20:30 | Извештај | Украјина                                                    | 71 : 78 | Естонија                        | Арена Рига, Рига Гледаоци: 2.795 Судије: Илија Белошевић , Еди Вјатор , Амит Балак |  |
| 7. септембар 20:30 | Извештај | Четвртине: 15:14, 23:14, 6:22, 27:28                        |         |                                 | Арена Рига, Рига Гледаоци: 2.795 Судије: Илија Белошевић , Еди Вјатор , Амит Балак |  |
| 7. септембар 20:30 | Извештај | Поени: Рендл 22 Скокови: Пустозвонов 7 Асистенције: Рендл 4 |         | Арбет 26 Вене 8 Сок, Веидеман 6 | Арена Рига, Рига Гледаоци: 2.795 Судије: Илија Белошевић , Еди Вјатор , Амит Балак |  |

## 9. септембар

### Белгија — Чешка
| 9. септембар 14:30 | Извештај | Белгија                                                   | 64 : 66 | Чешка                            | Арена Рига, Рига Гледаоци: 477 Судије: Илија Белошевић , Саверио Ланцарини , Петар Обрадовић |  |
| 9. септембар 14:30 | Извештај | Четвртине: 17:21, 11:12, 16:18, 20:15                     |         |                                  | Арена Рига, Рига Гледаоци: 477 Судије: Илија Белошевић , Саверио Ланцарини , Петар Обрадовић |  |
| 9. септембар 14:30 | Извештај | Поени: Табу 12 Скокови: Хервел 9 Асистенције: Ван Росом 7 |         | Весели 21 Весели 12 Саторански 9 | Арена Рига, Рига Гледаоци: 477 Судије: Илија Белошевић , Саверио Ланцарини , Петар Обрадовић |  |

### Летонија — Украјина
| 9. септембар 17:30 | Извештај | Летонија                                                                | 74 : 75 | Украјина                      | Арена Рига, Рига Гледаоци: 5.998 Судије: Емилио Перез ,Миливоје Јовичић , Сигмундру Хербетсон |  |
| 9. септембар 17:30 | Извештај | Четвртине: 21:14, 18:24, 23:22, 12:15                                   |         |                               | Арена Рига, Рига Гледаоци: 5.998 Судије: Емилио Перез ,Миливоје Јовичић , Сигмундру Хербетсон |  |
| 9. септембар 17:30 | Извештај | Поени: Бертанс 17 Скокови: Берзинс 6 Асистенције: Бертанс, Стрелниекс 5 |         | Фесенко 21 Фесенко 10 Рендл 5 | Арена Рига, Рига Гледаоци: 5.998 Судије: Емилио Перез ,Миливоје Јовичић , Сигмундру Хербетсон |  |

### Естонија — Литванија
| 9. септембар 20:30 | Извештај | Естонија                                           | 62 : 64 | Литванија                              | Арена Рига, Рига Гледаоци: 6.985 Судије: Емин Могулкоч ,Марћин Ковалски , Амит Балак |  |
| 9. септембар 20:30 | Извештај | Четвртине: 15:20, 16:18, 20:11, 11:15              |         |                                        | Арена Рига, Рига Гледаоци: 6.985 Судије: Емин Могулкоч ,Марћин Ковалски , Амит Балак |  |
| 9. септембар 20:30 | Извештај | Поени: Талтс 20 Скокови: Вене 7 Асистенције: Сок 5 |         | Мачијулис 15 Мачијулис 10 Калнијетис 7 | Арена Рига, Рига Гледаоци: 6.985 Судије: Емин Могулкоч ,Марћин Ковалски , Амит Балак |  |

## 10. септембар

### Украјина — Белгија
| 10. септембар 14:30 | Извештај | Украјина                                                   | 71 : 79 | Белгија                    | Арена Рига, Рига Гледаоци: 387 Судије: Миливоје Јовичић , Марћин Ковалски , Сигмундур Хербетсон |  |
| 10. септембар 14:30 | Извештај | Четвртине: 19:14, 20:21, 15:24, 17:20                      |         |                            | Арена Рига, Рига Гледаоци: 387 Судије: Миливоје Јовичић , Марћин Ковалски , Сигмундур Хербетсон |  |
| 10. септембар 14:30 | Извештај | Поени: Фесенко 20 Скокови: Фесенко 11 Асистенције: Рендл 4 |         | Жиле 15 Табу 8 Ван Росом 6 | Арена Рига, Рига Гледаоци: 387 Судије: Миливоје Јовичић , Марћин Ковалски , Сигмундур Хербетсон |  |

### Летонија — Естонија
| 10. септембар 17:30 | Извештај | Летонија                                                                | 75 : 64 | Естонија                     | Арена Рига, Рига Гледаоци: 9.073 Судије: Илија Белошевић , Еди Вијатор, Саверио Ланцарини |  |
| 10. септембар 17:30 | Извештај | Четвртине: 15:29, 18:15, 22:5, 20:15                                    |         |                              | Арена Рига, Рига Гледаоци: 9.073 Судије: Илија Белошевић , Еди Вијатор, Саверио Ланцарини |  |
| 10. септембар 17:30 | Извештај | Поени: Стрелниекс 21 Скокови: Тима 6 Асистенције: Бертанс, Стрелниекс 3 |         | Арбет 16 Кангур 8 Веидеман 8 | Арена Рига, Рига Гледаоци: 9.073 Судије: Илија Белошевић , Еди Вијатор, Саверио Ланцарини |  |

### Чешка — Литванија
| 10. септембар 20:30 | Извештај | Чешка                                                           | 81 : 85 | Литванија                                  | Арена Рига, Рига Гледаоци: 4.669 Судије: Емилио Перез ,Емин Могулкоч , Петар Обрадовић |  |
| 10. септембар 20:30 | Извештај | Четвртине: 18:12, 19:15, 14:28, 18:14, 12:16                    |         |                                            | Арена Рига, Рига Гледаоци: 4.669 Судије: Емилио Перез ,Емин Могулкоч , Петар Обрадовић |  |
| 10. септембар 20:30 | Извештај | Поени: Шилб 18 Скокови: Саторански 9 Асистенције: Саторански 15 |         | Кузминскас 18 Валанчијунас 10 Калнијетис 4 | Арена Рига, Рига Гледаоци: 4.669 Судије: Емилио Перез ,Емин Могулкоч , Петар Обрадовић |  |

## Табела
| Табела групе Д | ОУ | П | ПО | КД  | КП  | КР  | Бод |
| -------------- | -- | - | -- | --- | --- | --- | --- |
| Литванија      | 5  | 4 | 1  | 360 | 336 | +24 | 9   |
| Летонија       | 5  | 3 | 2  | 348 | 339 | +9  | 8   |
| Чешка          | 5  | 3 | 2  | 370 | 342 | +28 | 8   |
| Белгија        | 5  | 3 | 2  | 370 | 344 | +26 | 8   |
| Естонија       | 5  | 1 | 4  | 316 | 374 | -58 | 6   |
| Украјина       | 5  | 1 | 4  | 349 | 378 | -29 | 6   |